# Bethel Leslie
Jane Bethel Leslie (New York, 3 augustus 1929 - aldaar, 28 november 1999) was een Amerikaanse actrice en scenarioschrijfster. In haar carrière die een halve eeuw omspande, werd ze genomineerd voor een Primetime Emmy Award en een Laurel Award in 1964, een Tony Award in 1986, en een CableACE Award in 1988.

## Vroegere jaren
Bethel Leslie werd geboren in New York. Haar ouders waren Warren Leslie, een advocaat, en Jane Leslie, een krantenvrouw. Ze was een studente aan de Brearley School in New York.
Toen Leslie 13 jaar oud was en op de Brearley School zat, werd ze ontdekt door George Abbott, die haar in 1944 castte in het toneelstuk Snafu. In een krantenartikel uit 1965 beschreef Leslie zichzelf als "een 'snelle leerling' -- in staat om vrij snel mijn tekst te leren".

## Stage
In de volgende vier decennia verscheen ze in een aantal Broadway producties, waaronder Goodbye, My Fancy (1948), The Time of the Cuckoo (1952), Inherit the Wind (1955), Catch Me If You Can (1965), en Long Day's Journey Into Night (1986).
In 1950 werd Leslie gecast als Cornelia Otis Skinner in The Girls, een televisieserie gebaseerd op Our Hearts Were Young and Gay van de auteur. Ze verliet de show na twee maanden om te verschijnen met Helen Hayes in het toneelstuk The Wisteria Trees, aangepast van Anton Tsjechov's The Cherry Orchard door Joshua Logan.

## Televisie
Leslie begon in de jaren veertig bij de televisie te werken en was vaak te gast in de vele anthology series die begin tot midden jaren vijftig populair waren, zoals Studio One en Playhouse 90. Ze verscheen met Ronald W. Reagan en Stafford Repp in de 1960 aflevering "The Way Home" van CBS's The DuPont Show with June Allyson.  Later was ze een van de repertoireacteurs die de hoofdrol speelden in The Richard Boone Show (1963-1964).
Leslie maakte drie gastoptredens in Perry Mason, en was te zien als Perry's klant in alle drie de afleveringen. In 1958 speelde ze Janet Morris in "The Case of the Fugitive Nurse," en Evelyn Girard in "The Case of the Purple Woman". In 1960 speelde ze Sylvia Sutton in "The Case of the Wayward Wife".
In 1962 vertolkte ze de rol van Martha Hastings in de aflevering "The Long Count", op CBS's Rawhide.
Leslie speelde ook gastrollen in vele western televisieseries, waaronder The Texan, Mackenzie's Raiders (aflevering als Lucinda Cabot in "The Lucinda Cabot Affair"), Dick Powell's Zane Grey Theater, The Man from Blackhawk], Riverboat, Wanted: Dead or Alive (aflevering "Secret Ballot"), Trackdown (aflevering "False Witness"), Bat Masterson, The Rifleman, Gunsmoke, Maverick, Pony Express, Stagecoach West, Bonanza, The Wild Wild West, Have Gun - Will Travel met Richard Boone, en Wagon Train (Seizoen 8, Episode 20). The Virginian (Seizoen 1, Aflevering 23, "The Money Changer")
Haar andere credits waren aan dramaseries, zoals Alfred Hitchcock Presents, Richard Diamond, Private Detective en The Fugitive, beide met David Janssen in de hoofdrol;  The Eleventh Hour, The Lloyd Bridges Show, Mannix, Route 66 (afleveringen "The Layout at Glen Canyon" en "City of Wheels"), Straightaway, Bus Stop, Target: The Corruptors! , The Investigators, The Man and the Challenge, Adventures in Paradise, Ben Casey, One Step Beyond, Thriller, Empire, en een latere western, The High Chaparral.
Leslie werd een vaste waarde in de NBC soap, The Doctors, toen ze de rol van "Maggie Powers" overnam nadat Ann Williams de rol had verlaten.  Leslie was ook te zien in de 1964 aflevering "The Fluellen Family" in de NBC western Daniel Boone, met in de hoofdrol Fess Parker. Zij had terugkerende rollen in Another World en All My Children en was te zien in de televisieverfilmingen van In Cold Blood en Saint Maybe'.

## Schrijven
Leslie was de hoofdschrijfster voor The Secret Storm in 1970. Ze schreef ook afleveringen voor Gunsmoke, Bracken's World, Barnaby Jones, McCloud, The New Land', Matt Helm, en Falcon Crest. In 1970 noemde producer Howard Christie Leslie "een goede actrice die is veranderd in een prima scenarist".

## Film
Leslie's debuut in speelfilms kwam in 1964 in Captain Newman, M.D.. Haar speelfilm-credits omvatten A Rage to Live (1965), The Molly Maguires' (1970), met Sean Connery, Dr. Cook's Garden (1971), Old Boyfriends (1979), Ironweed (1987), Message in a Bottle (1999) en Uninvited (1999).
| Jaar | Titel                 | Rol                  | Opmerkingen     |
| ---- | --------------------- | -------------------- | --------------- |
| 1959 | The Rabbit Trap       | Abby Colt            |                 |
| 1963 | Captain Newman, M.D.. | Mrs. Helene Winston. |                 |
| 1965 | A Rage to Live        | Amy Hollister        |                 |
| 1970 | The Molly Maguires.   | Mrs. Kehoe.          |                 |
| 1971 | Dr. Cook's Garden     | Essie Bullitt        | TV film         |
| 1979 | Old Boyfriends        | Mrs. Van Til.        |                 |
| 1987 | Ironweed (film)       | Ironweed Librarian   |                 |
| 1999 | Message in a Bottle   | Marta                |                 |
| 1999 | Uninvited             | Mrs. Wentworth       | laatste filmrol |

### Televisieoptredens
| Jaar | Titel                | Rol          | Opmerkingen                     |
| ---- | -------------------- | ------------ | ------------------------------- |
| 1958 | Maverick             | Janet Kilmer | Episode "The Thirty Ninth Star" |
| 1959 | Wanted Dead or Alive | Carol Easter | Episode "Secret Ballot"         |

## Awards en erkenning
Leslie was een vaste waarde in NBC's The Richard Boone Show', wat haar een Emmy Award-nominatie opleverde voor Outstanding Single Performance by an Actress in a Leading Role voor haar werk in de aflevering "Statement of Fact. " Mediacriticus John Crosby schreef over Leslie's werk in die anthologieserie: "Gedurende het seizoen speelde Bethel alles, van een verleidelijke bijlmoordenares tot een domme gangstermol, tot een Ierse schrobvrouw, via een hele reeks hekserige moeders. "
Een poll van mediacritici en redacteuren riep haar uit tot Meest Veelbelovende Nieuwe Talent in Radio Television Daily's 1963 All-American Favorites-Television.
Leslie's Broadway-portret uit 1986 van een aan drugs verslaafde moeder in Long Day's Journey into Night leverde haar een Tony Award op voor Best Featured Actress.

## Familie
Leslie was getrouwd met regisseur Andrew McCullough. Ze kregen één kind, dochter Leslie McCullough.
Ze had een broer, schrijver Warren Leslie.

## Dood
Bethel Leslie overleed op 70-jarige leeftijd aan kanker in haar appartement in Manhattan.